# Guus Meeuwis
Gustaaf Stephanus Modestus (Guus) Meeuwis (Mariahout, 23 maart 1972) is een Nederlands zanger. Zijn grote doorbraak was in 1995 met het nummer Het is een nacht...

## Biografie
Guus Meeuwis werd geboren in het plaatselijke klooster van Mariahout, een dorpje in de huidige gemeente Laarbeek, waar zijn ouders tijdelijk woonden. Hij groeide op in het naastgelegen dorpje Lieshout. Meeuwis ging naar het Lorentz Casimir Lyceum in Eindhoven en het Stella Maris College in Meerssen, en studeerde vervolgens rechten aan de Universiteit van Tilburg. Op het Stella Maris College werd al snel duidelijk dat Meeuwis artistiek en muzikaal begaafd was. Na een romantisch weekend in Brugge met zijn vriendin Valérie schreef hij het nummer Het is een nacht... Uitkomend voor het Tilburgs Studenten Corps Sint Olof wonnen Meeuwis en zijn begeleidingsgroep in 1994 met dit nummer het eerste AHC-Studentensongfestival op de ALSV Quintus in Leiden. De groep kreeg vervolgens een platencontract aangeboden door talentscout Willem van Schijndel. Zo ontstond de groep Guus Meeuwis & Vagant (vernoemd naar het stamcafé van Meeuwis en zijn "studentenvrienden"). Deze begeleidingsgroep bestond oorspronkelijk uit Marc Meeuwis, Jan-Willem Rozenboom, Hugo van Bilsen, Robin van Beek en Dirk Oerlemans. In 2001 is de band Vagant opgehouden te bestaan en richtte Meeuwis zich op een solocarrière.

## Carrière

### Guus Meeuwis & Vagant (1994-2001)
Met Vagant bracht Meeuwis de albums Verbazing (1996), Schilderij (1997) en 1 voor allen (2001) uit. De singles Het is een nacht... en Per spoor behaalden in respectievelijk 1995 en 1996 de nummer 1-positie in de Nederlandse Top 40 en de Mega Top 50. Ook Zo ver weg, Verliefd zijn, Ik wil met je lachen, 't Dondert en 't bliksemt en Ik tel tot 3 werden hits. In 1997 had Antonie Kamerling als Hero, een karakter uit de film All Stars, een nummer 1-hit met Toen ik je zag, dat Meeuwis met Jan-Willem Rozenboom ter gelegenheid van de film had geschreven. De opnamen voor 1 voor allen lagen vanwege een cyste op de stembanden bij Meeuwis ruim een half jaar stil. Eind 2001 komt er een eind aan het bestaan van de band en gaat Meeuwis alleen verder met een nieuw management en een nieuwe platenmaatschappij.

### Solocarrière enGuus Meeuwis(2002)
In 2002 maakt Meeuwis een solodebuutalbum, simpelweg genaamd Guus Meeuwis. In zijn band zitten nieuwe gezichten en oud-leden van Vagant, zoals zijn broer Marc Meeuwis en schrijver/pianist Jan-Willem Rozenboom. Daniël Lohues, Tren van Enckevort (Rowwen Hèze), Martijn Bosman (o.a Kane) en Paskal Jakobsen (BLØF) leveren gastbijdragen aan het album.
Het bekendste nummer op het album is Brabant, ook wel het "onofficiële volkslied van Brabant" genoemd. De hoofdredacteur van het regionale dagblad BN/DeStem stuurt een brief naar Gedeputeerde Staten om het lied van Guus Meeuwis voor te dragen als officieel volkslied van de provincie en krijgt daarbij veel steun van andere Brabantse media. Zijn motivatie luidde dat er anders een 'historische kans' zou blijven liggen, omdat "het lied van Meeuwis tijdloos is. Het appelleert aan een gevoel dat jong en oud in Brabant aanspreekt. Feitelijk is het al door de bevolking tot volkslied verheven." Via een internetsite tekenden ruim 30.000 mensen een petitie die wordt aangeboden aan de commissaris van de Koningin in Noord-Brabant, Hanja Maij-Weggen, maar niets opleverde. Meeuwis zelf houdt zich buiten de discussie.
In 2004 bracht Meeuwis de single Hé zon uit, speciaal geschreven voor de Bart de Graaff Foundation waar Meeuwis ambassadeur van is. Ook toerde hij dat jaar onder regie van cabaretier Bavo Galama door Nederland met zijn eerste theatertournee Guus Meeuwis In Concert, die later op dvd werd uitgebracht.

### 10 Jaar Levensecht en Geef mij je angst(2004)
In 2005 verschijnt Meeuwis' eerste album met hoogtepunten, getiteld 10 Jaar Levensecht. Het album omvat zijn grootste hits, aangevuld met enkele persoonlijke favorieten en twee nieuwe liedjes. De cover Geef mij je angst van volkszanger André Hazes staat ook op het album. Al eerder nam Meeuwis op verzoek van Edwin Evers dit nummer op ter gelegenheid van het zilveren jubileumconcert van Hazes. Na het overlijden van Hazes vroeg diens weduwe Rachel of Meeuwis het nummer ten gehore wil brengen tijdens de afscheidsplechtigheid in de Amsterdam ArenA. Vlak na de begrafenis van Hazes steeg het nummer naar de hoogste positie van de Single Top 100 en de Top 40. Het album werd bekroond met een dubbelplatina status, wat inhoudt dat er destijds minstens 160.000 exemplaren van verkocht werden.
Guus Meeuwis zat in 2004 alweer 10 jaar in het vak en dit muzikale jubileum werd gevierd met drie concerten in de Heineken Music Hall in Amsterdam. De concerten die op 23, 26 en 27 september 2005 werden gehouden, waren daags na de start van de voorverkoop uitverkocht. Een maand later begon hij aan zijn tweede theatertournee, Levensecht.

### WijzerenGroots met een zachte G(2005)
Het tweede soloalbum van Meeuwis verschijnt eind oktober 2005 en heet Wijzer. Op dit album is voor het eerst het resultaat van de samenwerking "Meeuwis, Roy en Rozenboom" te horen. Op alle volgende platen zal deze driemanschap terug te vinden zijn. De eerste single is De Weg, een vertaling van het nummer van de Duitse zanger en acteur Herbert Grönemeyer. Het nummer haalt de top 10. Het album werd bekroond met een platina plaat, wat inhoudt dat er minstens 70.000 exemplaren van verkocht werden. Deze kreeg Meeuwis uitgerekend tegelijkertijd met het nieuws dat zijn dvd In Concert goud is, en zijn cd's Schilderij en Tien Jaar Levensecht platina.
Op 6 februari 2006 krijgt Meeuwis tijdens het Harpen Gala in Bussum een Gouden Harp uitgereikt. Hij krijgt deze prijs omdat hij zich volgens de jury tijdens zijn carrière op zeer bijzondere wijze verdienstelijk heeft gemaakt voor de Nederlandse lichte muziek.
Op 15 maart van ditzelfde jaar wint zijn single Geef mij je angst een Edison Award.
In het Philips Stadion van 'zijn' Eindhovense voetbalclub PSV geeft hij in 2006 drie uitverkochte concerten onder de titel Groots met een zachte G. Hier zingt hij voor het eerst zijn nieuwe single Ik wil dat ons land juicht, die hij samen met voetballer Ruud van Nistelrooij speciaal schreef voor het WK Voetbal in Duitsland. Speciale gasten tijdens zijn shows waren de Limburgse band Rowwen Hèze en de dan nog onbekende zangeres Dennis. Een dag na het laatste concert zendt SBS6 het in zijn geheel uit. De concertreeks zal een jaarlijks terugkerend fenomeen worden.

### Hemel Nr. 7en stemproblemen (2006-2008)
In oktober 2006, vier maanden na de concertreeks Groots met een zachte G in het Philips Stadion, maakt het management van Meeuwis bekend dat er een poliep ontdekt is op zijn linkerstemband. De laatste maanden van het jaar moet hij rust houden en worden alle optredens en promotionele activiteiten afgelast. Dat betekent ook een flinke vertraging op de voorbereidingen van zijn nieuwe album. Begin 2007 wordt Meeuwis vast panellid in het programma Stenders Late Vermaak, een muziekquiz van Rob Stenders op de televisiezender Talpa.
In april komt de voorloper van het album Hemel Nr. 7 uit, de single Tranen gelachen. Het lied komt op nummer één binnen in de Single Top 100, en bereikt ook de hoogste positie van de Top 40. Eind augustus volgt de tweede nummer 1-single van het album, genaamd Proosten. Het album weet eveneens de weg naar de eerste plaats in de Top 100 te vinden. Ondertussen is Meeuwis druk met de voorbereidingen van zijn derde theatertournee die in januari 2008 van start gaat. Daarna staat hij in juni 2008 voor het derde jaar op rij in het Philips Stadion met zijn concertreeks Groots met een zachte G. Ditmaal vier avonden op een rij. Ook dit concert wordt opgenomen voor een livealbum en dvd. Op 26 mei 2008 was hij gastartiest tijdens Samen met Dré in concert in de Amsterdam ArenA.
Tussen eind oktober en begin december 2008 waagt Meeuwis zich aan iets nieuws, een clubtournee. Het is de eerste keer dat hij een tournee langs de poppodia onderneemt. Voor de gelegenheid heeft hij vriend en muzikale partner JW Roy uitgenodigd als supportact. Alle shows zijn uitverkocht en ze staan onder andere in Tivoli, de Oosterpoort, 013, Het Paard en de Effenaar. Daarnaast is Meeuwis de eerste Nederlandse artiest die binnen twee weken zowel in de Melkweg en Paradiso staat en ook nog beide zalen uitverkoopt.

### NW8en jubileum (2009-2010)
Het achtste studioalbum, NW8, verschijnt op 8 mei 2009 en is goud bij verschijnen. Er staan 15 nieuwe liedjes op die Meeuwis voor het grootste deel samen schreef met Jan-Willem Rozenboom en JW Roy. Het is het eerste album dat hij niet in Nederland opneemt, maar in de Abbey Road Studios in Londen. De titel verwijst naar de postcode van het district St John's Wood, waar Abbey Road gevestigd is. Bij het album NW8 is een dvd gevoegd met hierop de live-registratie van de nieuwe liedjes, opgenomen in de legendarische studio. De eerste single van het album, Dat komt door jou (een vertaling van A Te, een nummer van de Italiaanse zanger Jovanotti), komt op 24 april uit en is een grote hit. Later in het jaar volgen de singles Ik ook van jou en Laat mij in die waan. Van deze laatste maakt Meeuwis een speciale "Serious Request"-versie waarvan de opbrengst naar het Glazen Huis gaat.
Op 22 september 2009 wordt het artiestenbureau The Entertainment Group failliet verklaard. Het bedrijf behartigt onder meer de belangen van Marco Borsato, Ilse DeLange, Trijntje Oosterhuis en Guus Meeuwis. Kort na het faillissement richt Meeuwis een eigen bedrijf op: Modestus Management. Het bedrijf is vernoemd naar een van zijn doopnamen.
In 2010 volgen er zes concerten in de reeks Groots met een zachte G: één concert in Heerenveen en vijf in Eindhoven. Meeuwis trekt een recordaantal bezoekers van bijna 200.000 mensen. De concertreeks wordt aangehaald als de 'jubileumeditie', omdat Meeuwis in 2010 vijftien jaar in het vak zit. Op 12 november 2010 verschijnt Meeuwis' tweede verzamelalbum met muzikale hoogtepunten. De cd bevat naast de oude toppers ook de hits van zijn laatste drie albums. Op Het beste van Guus Meeuwis staan geen nieuwe nummers.

### Armen openen Ik Hou Van Holland (2011-2012)
Enkele weken na de verschijning van zijn verzamelalbum wordt bekend dat Meeuwis vanaf 2011 vaste teamcaptain wordt van het spelprogramma Ik Hou Van Holland. Hier vervangt hij cabaretier Peter Heerschop (die oorspronkelijk Beau van Erven Dorens verving) omdat deze de tv-opnames niet meer kan combineren met zijn theatershows. Zijn optreden in de spelshow wordt positief ontvangen: op 21 oktober 2011 wint Meeuwis de Televizier Talent Award bij het Gouden Televizier-Ring Gala.
Begin 2011 duikt Meeuwis samen met zijn muzikanten onder de schuilnaam ‘The Monkey Sandwich Band’ op in cafés door het land. Geboren uit het verlangen om, volgens Meeuwis zelf, na de stadions en grote zalen weer gewoon in de kroeg te spelen. Puur plezier! En nog nuttig ook. We kunnen op deze manier de nieuwe liedjes voor het album uittesten op het publiek en laten groeien voordat we de studio in gaan. Het nieuws dat Meeuwis zaterdagavond in Utrecht zou optreden onder een schuilnaam lekt eerder die dag uit via Twitter en verspreidt zich als een lopend vuurtje. Omdat de optredens een succes zijn, besluiten Meeuwis en zijn band er nog een paar verrassingsoptredens bij te boeken.
In mei 2011 komt het nieuwe studioalbum van Meeuwis uit, genaamd Armen open. De titeltrack lekt uit op internet, maar wordt niet de eerste single. De eerste single van het album, Dit lied, verscheen op 8 april. Het nummer kwam tot nummer 22 in de Top 40 en nummer 8 in de Single Top 100. Na veel positieve reacties werd besloten om de titeltrack de tweede single te maken. Het nummer kwam de eerste week direct binnen op nummer 1 in de Single Top 100. Als ze danst, dat Meeuwis speciaal schreef voor zijn dochter Sarah, wordt uitgebracht als derde single.
Meeuwis heeft ook een nummer opgenomen met Gers Pardoel, genaamd 20:03 uur. Deze staat op Pardoels debuutalbum. Uit de samenwerking ontstaat het idee om Meeuwis' nummer Nergens zonder jou opnieuw op te nemen samen met toegevoegd couplet van Pardoel. Dit wordt de vierde single van het album en de eerste 3FM Megahit voor Meeuwis.

### Het Kan Hier Zo Mooi ZijnenHollandse Meesters(2013-2014)

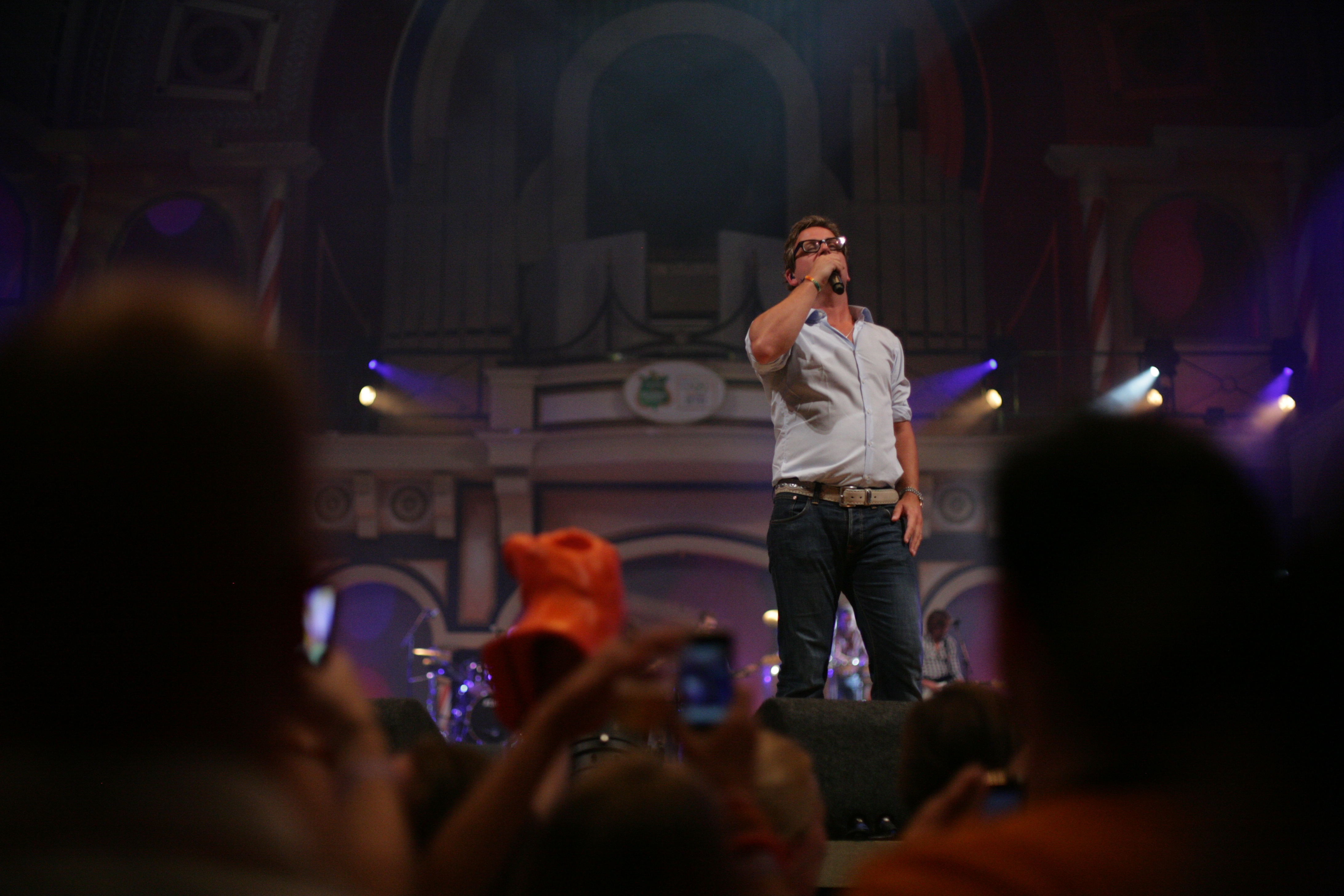
Guus Meeuwis tijdens een optreden in het Holland Heineken House.

Nog tijdens de Groots met een zachte G-reeks van 2012, kondigt Meeuwis aan dat hij ook het jaar erop weer in het Philips Stadion staat. Met deze aankondiging nadert Meeuwis de grens van 1 miljoen bezoekers voor zijn concertreeks. Als cadeautje voor zijn fans, biedt hij het nieuwe nummer Vrienden gratis aan op zijn officiële website. Desondanks komt het nummer toch in de Tipparade terecht en wordt het veelvuldig gedraaid op de radio.
Na afsluiting van zijn theatertournee Armen Open, die loopt van september t/m december 2012, begint Meeuwis in januari 2013 met de opname van zijn negende studio-album, dat nog dat jaar uit moet komen. Meeuwis zegt hierover: "We zijn heel veel liedjes aan het opnemen. Eigenlijk te veel voor op één album. Een goede reden om The Monkey Sandwich Band weer van stal te halen! (...) Het is fijn om de liedjes een keer voor publiek te spelen voordat alles is opgenomen. Even uitproberen hoe ze het live doen." De eerste single van het album, Het kan hier zo mooi zijn, verschijnt op 22 maart en blijft de enige hitsingle van het gelijknamige album. Opvolgers Zeeën van tijd en Zo voelt het dus floppen. Naast de inmiddels bekende Groots-concerten in Eindhoven, onthult Meeuwis dit jaar de allereerste internationale spin-off van de Groots-concertreeks: Groots Overzee, wat 29 april 2013 plaatsvindt op Kokomo Beach op Curaçao.
In 2014 brengt Meeuwis ter promotie van zijn Groots-reeks de single Zonder jou uit, dat een bescheiden hitje wordt. Aan het eind van het jaar presenteert hij samen met Johnny de Mol het programma 'Meeuwis & de Mol maken vrienden' op RTL 4. De heren trekken door Nederland in een oud Frans busje met een aanhanger met keuken en gaan op zoek bij bijzondere groepen mensen. In ruil voor gastvrijheid bereiden ze samen een feestmaal. De vriendschap tussen beide heren is ontstaan in 2011 tijdens het programma Waar is de Mol?, waarin De Mol elke aflevering een bekende Nederlander meeneemt naar een internationale bestemming naar keuze die op een of andere manier belangrijk is voor de BN'er.
Eind 2014 gaat er een langgekoesterde wens van Meeuwis in vervulling: een album opnemen met klassiekers uit de Nederlandstalige muziek en zo een ode brengen aan de liedjes waardoor hij zelf Nederlandstalig is gaan zingen. Samen met New Cool Collective Big Band voorziet hij uiteenlopende klassiekers uit het Nederlandse genre van een nieuw arrangement. Het album Hollandse Meesters, dat wordt gezien als de aftrap van Meeuwis' 20-jarig jubileum, verschijnt in oktober en komt direct binnen op nummer 1.

### Morgenen The Voice Of Holland (2015-2016)
Meeuwis gebruikt zijn jubileum om een grote wens van hem in vervulling te laten gaan: het hebben van een eigen restaurant. In februari 2015 opent hij voor vijf dagen een pop-up restaurant in Tilburg, Gustaaf. Hij staat daar zelf met 2-sterren chef Dick Middelweerd in de keuken. Meeuwis is een fervent hobbykok en doet eerder in 2009 mee aan het programma Topchef VIP, waar hij uiteindelijk de finale verliest.
Op 24 mei 2015 gaf Meeuwis als eerste Nederlandstalige artiest ooit een concert in de Royal Albert Hall in Londen. Het concert is snel uitverkocht.
Vanwege het tienjarig jubileum van de Groots-concerten, werd het laatste concert van de reeks live uitgezonden door RTL 4. Hier keken 1.265.000 mensen naar.
In mei 2015 brengt Meeuwis het door Kenny B geschreven nummer Jij bent de liefde uit. De single wordt geen hit en mist de Top 40. Op 31 mei 2015 trad Meeuwis op bij De Toppers als gastartiest tijdens Toppers in Concert - Crazy Summer Edition in de Amsterdam ArenA. Het nummer Dankjewel, dat in september wordt uitgebracht, wordt officieel bestempeld als eerste single van het nieuwe album Morgen. Zowel deze single als opvolger Kus van mij worden geen hit. Naast zijn vaste team aan schrijvers, heeft Meeuwis voor dit album tevens nummers geschreven met Alain Clark, Douwe Bob, Frank Boeijen, Nielson en Paskal Jakobsen.
In januari 2016 wordt bekend dat Guus vanaf seizoen 7 Marco Borsato vervangt als jurylid bij The Voice of Holland. Meeuwis was al eerder gevraagd voor het programma, maar vond zichzelf toen ongeschikt als coach. Meeuwis besluit aan het einde van het seizoen niet meer terug te keren in seizoen 8. Uit de samenwerkingen met Frank Boeijen en Nielson resulteren nog twee nummers die verschijnen op albums van desbetreffende artiesten. Land van belofte nam hij op met Boeijen en staat op zijn gelijknamige album. Zo nam hij op met Nielson en staat op zijn album Weet je wat het is.
Het internationale succes smaakt naar meer en op 26 maart 2016 geeft Meeuwis een concert, Guus à Paris, in de Olympia in Parijs. Dit in samenwerking met Youp van 't Hek.

### Geluk (2017-heden)
Op 12 mei 2017 verschijnt de single Wat zou Elvis doen. Op 26 & 27 mei 2017 trad Meeuwis op als gastartiest tijdens Toppers in Concert - Wild West, Thuis Best Edition in de Amsterdam ArenA. Niet veel later stond Meeuwis op 5 juni 2017 voor het eerst op Pinkpop. Vanaf september 2017 gaat Guus weer op tour met de Monkey Sandwich Band, een inmiddels bekend fenomeen waarbij hij nieuwe nummers uittest op het publiek. In oktober 2017 brengt Guus de ballad Ik geloof in geluk uit, een duet met Ilse DeLange. Zijn nieuwe album Geluk laat wat langer op zich wachten en verschijnt op 18 mei 2018. Van dit album verschijnen, naast Wat zou Elvis doen en Ik geloof in geluk, ook Je staat niet alleen (maart 2018) en Je moet het voelen (mei 2018) op single.
Meeuwis is sinds maart 2021 onderdeel van de gelegenheidsformatie The Streamers, die tijdens de coronapandemie gratis livestream-concerten gaven. Nadat de coronaregels in grote lijnen los werden gelaten, kondigde de formatie ook concerten met publiek aan.

## Groots met een zachte G (2006-2024)
'Guus Meeuwis - Groots met een zachte G' is een Nederlandse concertreeks, die sinds 2006 jaarlijks plaatsvindt in het Philips Stadion in Eindhoven. In een paar jaar tijd groeide het evenement uit tot een toonaangevend muziekevenement in Nederland, met gastartiesten en decors met special effects. Daarnaast is 'Groots met een zachte G' een van de langst lopende concertreeksen van de Benelux. De stadionconcertreeks van Meeuwis werd in 2009 in een ruimer jasje gestoken: 'Groots met een zachte G – Uit & Thuis'. Naast de concerten in het Philips Stadion, deed hij nu ook twee shows in het Abe Lenstra stadion in Heerenveen. Meeuwis speelde op 5 en 6 juni 'uit' in Heerenveen, en op 12, 13 en 14 juni 'thuis' in Eindhoven.
In 2010 volgen er zes concerten in de reeks 'Groots met een zachte G': één concert in Heerenveen en vijf in Eindhoven. Meeuwis trok een recordaantal bezoekers van bijna 200.000 mensen. De concertreeks wordt aangehaald als de jubileumeditie, omdat Meeuwis in 2010 vijftien jaar in het vak zat. Tevens was dit het vijfde achtereenvolgende jaar dat hij in het Philips Stadion stond. Nadat in 2009 geen live-registratie uitgebracht werd, werd dat in 2010 wel weer te doen. Dit in verband met het jubileum.
Nog tijdens de Groots met een zachte G-reeks van 2012, kondigde Meeuwis aan dat hij ook het jaar erop weer in het Philips Stadion zou staan. Met deze aankondiging naderde Meeuwis de 1 miljoen bezoekers voor zijn concertreeks.
De eerste internationale spin-off van de Groots-concertreeks werd Groots Overzee op 29 april 2013 te Kokomo Beach (Curaçao). In december 2016 en 2017 gaf hij twee concerten in de Ziggo Dome in Amsterdam met als titel 'Groots met een zachte G – De Wintereditie'. In 2019 gaf hij in het Philipsstadion een concert speciaal voor kinderen. Het optreden Groots met een zachte G - Junior was binnen een dag uitverkocht. Er werd een nieuw Junior-concert gepland voor 10 juni 2020, maar dat werd vanwege de landelijke beperkende maatregelen, als gevolg van de coronacrisis, met een vol jaar uitgesteld. Daarentegen gaf hij wel een reeks van 38 uitverkochte concerten in poppodium 013.
In 2020 heeft attractiepark de Efteling, in samenwerking met Meeuwis, een nieuwe show gemaakt voor Aquanura. Het fonteinenspektakel ging op 8 oktober in première tijdens een besloten evenement. De muziek van deze show bevat naast een aantal bekende Eftelingmelodieën ook een aantal nummers van Meeuwis zelf. De show draagt de titel "Aquanura met een zachte G", een verwijzing naar zijn populaire concertreeks. Op 30 maart 2023 kondigde Guus Meeuwis in een interview met het Algemeen Dagblad aan dat in 2024 de concertreeks Groots met een zachte G de laatste keer zal plaatsvinden.

## Erkenning
1. 25 mei 2008: ereburgerschap van zijn geboortegemeente Laarbeek.
2. In 2010, 2011 en 2013 mocht Meeuwis de 3FM Award voor 'Beste zanger' in ontvangst nemen.
3. 22 november 2011 krijgt Guus Meeuwis van de provincie Noord-Brabant het ereburgerschap toegekend. Commissaris van de Koningin Wim van de Donk noemt het werk van Meeuwis "groots met een zachte G". In het rapport staat te lezen dat Meeuwis als geen ander met zijn toegankelijke, goed in het gehoor liggende muziek de aansluiting weet te vinden bij zijn publiek, bij jong en oud, binnen en buiten Brabant. Hij slaagde erin met een lied het moderne Brabant-gevoel te verwoorden.
4. In april 2012 werd Meeuwis verkozen tot 'meest ultieme Nederlander', een populariteitsprijs van Veronica Magazine en radiozender 100% NL. In deze verkiezing brachten ongeveer 78.000 luisteraars een stem uit.[16]
5. 28 juni 2017 onthulde Meeuwis zijn eigen wassen beeld in Madame Tussauds in Amsterdam.[17]
6. 11 maart 2019: Lennaert Nijgh Prijs als beste tekstdichter van Nederland.[18]
7. Op 8 oktober 2020 ging de water- en lichtshow ‘Aquanura met een zachte G’ in de Efteling in première, ter ere van het 25-jarig muzikaal jubileum van Guus Meeuwis.[19]
8. In april 2022 werd Meeuwis de Edison Oeuvreprijs toegewezen.[20]
9. Meeuwis werd in 2013 benoemd tot ridder in de Orde van Oranje-Nassau.[21] In 2024 werd hij bevorderd tot officier in de Orde van Oranje-Nassau.[22]

## Samenwerking
Op 5 juli 2010 schreef Meeuwis samen met Youp van 't Hek het nummer Majesteit, ter gelegenheid van de halve finale van het Wereldkampioenschap voetbal 2010 van Nederland tegen Uruguay. Het lied werd ten gehore gebracht in NOS Studio Sportzomer in Zuid-Afrika.
Op 10 april 2021 bracht hij in het satirisch televisieprogramma Even tot hier op de melodie van Per spoor (Kedeng kedeng) onder de titel Da's Herman Tjeenk een hommage aan steeds terugkerend informateur Herman Tjeenk Willink.

## (Stem)acteur
In de film Cars 2 spreekt Meeuwis de stem van Otis in. In de film Happy Feet Two wordt de stem van Bill de garnaal door hem ingesproken. In de film Ome Cor speelt Meeuwis een brugwachter die werkzaam is op de Van Brienenoordbrug.

## Privé
- Meeuwis trouwde in 2002 en kreeg vier kinderen met zijn vrouw.
- Op 26 februari 2016 kondigden Meeuwis en zijn vrouw hun echtscheiding aan.[23]
- Op 2 juli 2022 trouwde hij opnieuw, ditmaal met Manon Meijers, in het Tilburgse Paleis-Raadhuis.[24]